# John van Kesteren
John van Kesteren (* 4. Mai 1921 in Den Haag; † 11. Juli 2008 in Jupiter, Florida, USA) war ein niederländischer Opern- und Oratoriensänger (Tenor).

## Leben
Van Kesteren begann eine Lehre als Elektrotechniker bei der Niederländischen Post- und Telegraphengesellschaft. 1942 hatte er noch als Amateur seinen ersten Bühnenauftritt mit der Apeldoorner Kunstgruppe in Robert Planquettes Operette Les Cloches de Corneville. Während des Zweiten Weltkriegs trat er dann noch öfter als Sänger in französischen und deutschen Operetten auf. Ab 1946 studierte er am Königlichen Konservatorium in Den Haag bei Lothar Wallerstein und dem Bassisten Willem Ravelli.
1947 gab er sein Debüt auf der Opernbühne anlässlich eines Gastspiels der Wiener Staatsoper in Scheveningen, bei dem er neben Anni Konetzni, Fritz Krenn und Hilde Güden den Sänger im Rosenkavalier verkörperte. Im selben Jahr begann auch seine Karriere auf dem Konzertpodium mit einer Aufführung der Missa solemnis unter der Leitung von Charles Münch.
1948 debütierte er in Amsterdam als Junger Steuermann und Melot in Tristan in einer von Erich Kleiber dirigierten Aufführung der Wagner-Gesellschaft. Unter der Regie von Lothar Wallerstein sang er mit so berühmten Partnern wie Kirsten Flagstad, Max Lorenz und Hans Hotter. Daneben setzte er seine Studien bei Nadia Boulanger in Paris und Vera Schwarz in Salzburg fort. Am 5. Februar 1952 sang er den Bastien in Bastien und Bastienne bei der ersten Opernübertragung im niederländischen Fernsehen.
1954 wurde er an die Komische Oper Berlin engagiert, um den Nurreddin in Der Barbier von Bagdad in der Regie Heinz Rückerts zu singen. Von 1956 bis 1958 war er an der Städtischen Oper in Berlin, wo er u. a. in der deutschen Erstaufführung von Rossinis Le comte Ory (Regie: Carl Ebert) mitwirkte. 1959 kam er nach München, wo er in den nächsten siebzehn Jahren sowohl am Nationaltheater als auch am Theater am Gärtnerplatz in dreiunddreißig Opern- und Operettenpartien auftrat.
Seit 1956 war er auch öfters bei den Salzburger Festspielen, so 1964 und 1965 als Tanzmeister in Ariadne auf Naxos, 1967 als Dancairo in Carmen und nochmals 1982 und 1983 als Haushofmeister im Rosenkavalier. 1954 gastierte er erstmals an der Wiener Staatsoper. Weitere Gastspiele führten ihn an die großen Opernhäuser, so an die Deutsche Oper am Rhein, nach Stuttgart, Köln, Frankfurt a. M., Genf und Zürich, Amsterdam und Brüssel, Kopenhagen, Rom, an die Mailänder Scala, das Teatro Comunale Florenz und zu den Festspielen im Schlosstheater Drottningholm. Außerhalb Europas sang er in New York (City Centre Opera), Boston, Cincinnati und Dallas, in Rio de Janeiro, Buenos Aires, Melbourne und Tokio.
In den späteren Jahren verlegte sich van Kesteren auf Charakterpartien, so sang er 1981 an der Münchner Staatsoper in der Uraufführung der Oper Lou Salomé von Sinopoli mit. Im Konzertsaal widmete er sich einem vielseitigen Repertoire, wobei er den Evangelisten in Bachs Matthäus-Passion über vierhundert Mal sang. Auf Vorschlag Brittens sang er unter Karajan die deutsche Erstaufführung des War Requiem. Mit ihm trat er 1970 auch in Hiroshima anlässlich des Gedenkkonzertes zum 25. Jahrestag mit Beethovens Neunter und der Missa solemnis auf. Für Carl Orff, mit dem ihn später eine enge Freundschaft verband, war er der beste Interpret des Schwans in den  Carmina Burana.
Zu den Bühnenpartien des Sängers mit einer lyrischen und ausdrucksvollen Tenorstimme zählten auch noch der Graf Almaviva im Barbier von Sevilla, der Tamino in der Zauberflöte, der Ernesto im Don Pasquale, der Don Ottavio im Don Giovanni, der Basilio in Figaros Hochzeit, der Paolino in Il matrimonio segreto und der Chapelou in Der Postillon von Lonjumeau.
1978 erschien seine Autobiographie Notities van een notekraker. Bis zu seinem Tod lebte er mit seiner Frau Luise, geborene Rouner, mit der er seit 1956 verheiratet war, in Jupiter, Florida. Seinen letzten großen öffentlichen Auftritt hatte er im Jahr 2000 anlässlich der Eröffnung der Helen K. Persson-Konzerthalle an der Palm Beach Atlantic University.

## Auszeichnungen
- 1965: Bayerischer Kammersänger
- Verdienstkreuz I. Klasse der Bundesrepublik Deutschland
- 1970: Ritter des Ordens des Hauses Oranien-Nassau durch Königin Juliana, später erhöhte Königin Beatrix diese Ehrenbezeichnung in Offizier